# Smith Island (Hudson Bay)
Smith Island ist eine unbewohnte, arktische Insel in der Hudson Bay. Die Insel gehört verwaltungstechnisch zum kanadischen Territorium Nunavut.

## Lage
Smith Island liegt in der Hudson Bay vor der Westküste der Labrador-Halbinsel. Eine knapp 1,2 km breite Meeresstraße trennt die Insel vom Festland. Dort befindet sich die Siedlung Akulivik. Die 129 km² große Insel hat eine Längsausdehnung in WSW-ONO-Richtung von 25,7 km sowie eine maximale Breite von etwa 6,7 km. Der höchste Punkt der Insel liegt 300 m hoch. Die Landspitze im äußersten Westen der Insel ist Cape Smith. An der Südostküste der Insel befindet sich die Babs Bay.